# Friedrich Wilhelm von Taube
Friedrich Wilhelm Taube, seit 25. April 1777 Friedrich Wilhelm von Taube auch Frederick William Von Taube (* 12. März 1728 in London; † 16. Juni 1778 in Wien), war ein deutscher Verwaltungsbeamter in Österreich.

## Leben

### Familie
Friedrich Wilhelm von Taube war der Sohn des Mediziners Christian Ernst Taube († 1742). Seine Geschwister waren:
- Sophia Eleonora Taube (* 1716);
- Margaretha Johannata Taube (* 1719);
- Johann Daniel Taube (* 4. März 1725 in Celle; † 8. Dezember 1799 ebenda).

1769 heiratete Friedrich Wilhelm von Taube die sechzehnjährige Fanny (* 1753), Tochter des vom kaiserlichen Hof nach Wien berufenen Baumeisters Thomas Lightowler.
Sein Vater war Leibarzt der Königin Caroline Wilhelmine, die mit König Georg II. von England verheiratet war. Als sie am 1. Dezember 1737 verstarb, wurde die ärztliche Begleitung bei ihrer letzten Krankheit so heftig kritisiert, dass sein Vater beschloss, noch im gleichen Monat mit der ganzen Familie von London nach Celle umzusiedeln.

### Ausbildung
Ein Jahr nach dem Tod seines Vaters immatrikulierte Friedrich Wilhelm Taube sich 1743 im Alter von fünfzehn Jahren an der Universität Göttingen und studierte dort bis 1747 Rechtswissenschaften; er hörte unter anderem die Vorlesungen von Johann Christian Claproth, Christian Ludwig Scheidt und Georg Ludwig Böhmer.
Nach dem Studium unternahm er weit ausgedehnte Reisen, die ihn bis nach Afrika und Amerika führten. Im Anschluss an diese ließ er sich, vermutlich von der juristischen Fakultät der Universität Göttingen zum Dr. jur. erklären und beim Oberappellationsgericht Celle prüfen und als Advokat vereidigen.

### Werdegang
Er wurde Rechtsanwalt in Hannover, trat dann aber 1754 in die Dienste des Reichshofrats Freiherr von Hammerstein, bevor er 1756 in die Dienste des kaiserlichen Feldmarschalls Philipp Ludwig Freiherr von Moltke († 1780) in Wien trat; dies hatte zur Folge, dass er für kurze Zeit als Freiwilliger in der österreichischen Armee diente. Nachdem er in der Schlacht bei Kolin leicht verwundet worden war, kehrte er bald darauf in seine frühere Stellung zurück und konvertierte zum katholischen Glauben. Er erstellte ein umfangreiches Gutachten über die Verteidigung der Gerichtsfreiheiten, die auf der Herrschaft Wulften hafteten, die sich im Besitz der Familie Moltke befand; allerdings erschien die Schrift erst 1766. Das Gutachten umfasste eine zahlreiche Menge von Urkunden und weiteren Deduktionen und Beweisstücken, die sich auf die Verfassung Deutschlands im Mittelalter bezogen.
1763 begleitete er aufgrund seiner englischen Sprachkenntnisse Graf Christian August Seilern, der als kaiserlicher Botschafter nach London ging, als Privatsekretär. Er nutzte seinen Aufenthalt in England zu einer Schrift in englischer Sprache, die 1766 erschien, über die britischen Kolonien in Nordamerika und deren Verhalten gegenüber dem Mutterland. Während seines Aufenthaltes in England machte er unter anderem die Bekanntschaft mit dem Uhrmacher John Harrison.
Als 1764 der kaiserliche königliche Gesandtschaftssekretär in London, Freiherr von Locella, nach Kopenhagen gesandt wurde, sollte Taube sein Nachfolger werden, allerdings wies Botschafter Seilern Kaiserin Maria Theresia darauf hin, dass Taube ein geborener Untertan des englischen Königs sei, und so wurde er nur mit der Verwaltung des Gesandtschaftssekretariats beauftragt.
Am 31. Juli 1766 schrieb er an den Ratspräsidenten Patrice François de Nény (1716–1784) in Brüssel, dessen Bekanntschaft er zuvor in London gemacht hatte und dessen Bruder Corneille Neny (1718–1776) geheimer Kabinettssekretär von Maria Theresia in Wien war, einen Brief über die politischen Verhältnisse, über die Ansichten des neu ernannten britischen Ministeriums und über die Gefahren, welche für Österreich daraus erwachsen könnten, wenn es seine Allianz mit Frankreich gegen die mit England eintauschen würde. Durch Zufall erhielt Graf Johann Karl Philipp Graf Cobenzl, der Kämmerer und bevollmächtigter Staatsminister bei dem Statthalter Karl Alexander von Lothringen in den österreichischen Niederlanden war, den Brief. Weil dieser vermutete, Taube maße sich eine Stellungnahme an, die ihm angesichts seiner niedrigen Stellung nicht zustehe, leitete er den Brief an den Staatskanzler Wenzel Anton von Kaunitz-Rietberg weiter. Der Staatskanzler schloss sich der Meinung von Cobenzl an, aber weil der Brief an einen österreichischen Staatsdiener und nicht gegen einen Fremden gerichtet war, sehe er in Taube auch keinen „meineidigen Verräter“. Der Staatskanzler wandte sich an den Botschafter Seilern und teilte diesem mit, dass die Handlung von Taube sträflich gewesen sei, weil er den Brief ohne Vorwissen und Auftrag des Botschafters geschrieben habe, und dass, damit sich der Vorfall nicht wiederhole, Taube zu einer freiwilligen Rückkehr nach Österreich bewegt werden solle.
Bei seiner Ankunft in Wien am 8. November 1766 hatte Taube eine Empfehlung des Botschafters dabei, aus der hervorging, dass er nicht von „bösem Willen“ geleitet worden sei, ein „gutes und ehrliches Gemüth“ besitze und der Botschafter eine nachsichtige Behandlung empfahl. Dies hatte zur Folge, dass Taube, der bis dahin in einem privaten Dienstverhältnis gestanden hatte, eine Staatsanstellung erhielt und zum Hofsekretär beim kaiserlichen Hofkommerzienrat, der für die Wirtschaftsverwaltung zuständig war, ernannt wurde.
1776 wurde der Hofkommerzienrat aufgehoben und danach verwendete Kaiser Joseph II. Taube in schwierigen politischen Missionen in Siebenbürgen und in Slawonien, wo er in Karlowitz das neue Reglement in der Synode der serbisch-orthodoxen Kirche durchsetzte; später wurde er ins Temeswarer Banat und nach Belgrad gesandt.
Im März 1777 erfolgte seine Ernennung zum Rat bei der niederösterreichischen Landesregierung; am 25. April 1777 wurde er in den österreichischen Ritterstand erhoben.

### Schriftstellerisches Wirken
Friedrich Wilhelm von Taube veröffentlichte 1747 seine erste Schrift über die vermeintlichen Widersprüche zwischen dem Zivil- und dem Naturrecht.
Er publizierte verschiedene Schriften, unter anderem über die Geschichte und den damaligen Zustand der Schifffahrt, der Manufakturen und der auf die Kolonien bezüglichen Einrichtungen Englands; dazu veröffentlichte er verschiedene Aufsätze in dem Magazin für Historiographie und Geographie von Anton Friedrich Büsching, mit dem er auch eng befreundet war. Nach seiner Teilnahme an der Synode in Karlowitz verfasste er seine Wahrnehmungen während der Reise in einer Schrift, in der er eine historische und geografische Beschreibung des Königreichs Slawonien darlegte – ein Quellenwerk, auf das auch heute noch zugegriffen wird.

## Schriften (Auswahl)
- De differentiis juris civilis a jure naturae. 1747.
- Thoughts on the present state of our colonies in North America, on their Behaviour to the Mother Country, and on the true interest of the nation in regard of the colonies. London 1766.
- Gründliche Vertheidigung der Ober- und Untergerichtsfreyheiten und anderer Hoheitsrechte, welche auf der uralten westphälischen Veste, der nur seit ohngefähr drittehalbhundert Jahren her sich zum Hochstift Osnabrück haltenden Burg zu Wulften, unläugbar haften, und so nachher von allen osnabrückischen Herren Bischöfen, oder deren Regierungen und Beamten, als rechtmäßig erkannt. Wien, bey Kurzböck, 1766.
- Tableau historique et politique du commerce d'Angleterre, tel qu'ilfuren. 1772.
- Anfrage an das deutsche Publikum, die Handelsbilanz zwischen Deutschland und England betreffend. Hamburg und Frankfurt am Mayn 1773.
- Antwort auf die Anfrage an das deutsche Publikum, die Handelsbilanz zwischen Deutschland und England betreffend. 1774.
- Historische und politische Abschilderung der engländischen Manufacturen, Handlung, Schiffahrt und Colonien, nach ihrer jetzigen Einrichtung und Beschaffenheit theils aus eigner Erfahrung, theils aus zuverläßigen und glaubwürdigen, sowohl schriftlichen als mündlichen Nachrichten, im Grundriß entworfen. Wien 1774.
- Geschichte der engländischen Handelschaft, Manufacturen, Colonien und Schiffahrt, indenalten, mittlern und neuern Zeiten, bis auf das laufende Jahr 1776. 1776.
- Abschilderung der Engländischen Manufacturen, Handlung, Schifffahrt und Colonien, nach ihrer jetzigen Einrichtung und Beschaffenheit. Wien: Kraus, 1777.
- Historische und geographische Beschreibung des Königreichs Slawonien, und des Herzogthums Syrmien, sowohl nach ihrer natürlichen Beschaffenheit, als auch nach ihrer jetzigen Verfassung und neuern Einrichtung in kirchlichen, bürgerlichen und militärischen Dingen.[3]
  - Band 1. Leipzig 1777.
  - Band 2. Leipzig 1777.
  - Band 3. Leipzig 1778.
- Critische Nachricht von unterschiedlichen neuen Entdeckungen, welche 1776 und 1777 in Slawonien, Syrmien, und in den angränzenden Ländern gemacht sind, und sowohl die Alterthümer als auch die Naturgeschichte betreffen. Leipzig 1777.
- Beschreibung der Städte und Oerter in Slowonien. 1778